# Maurycy Schlaffenberg
Maurycy Henryk Schlaffenberg (ur. 23 czerwca 1883, zm. 1940 w ZSRR) – polski Żyd, prawnik, adwokat, major audytor Wojska Polskiego, ofiara zbrodni katyńskiej.

## Życiorys
Maurycy Henryk Schlaffenberg urodził się 23 czerwca 1883. Był synem Filipa. Uczył się w C. K. V Gimnazjum we Lwowie, gdzie w 1902 ukończył VI klasę jako Henryk Schlaffenberg (w jego klasie byli m.in. Zygmunt Klemensiewicz, Stanisław Łempicki). W tej szkole w 1904 już jako Maurycy Schlaffenberg zdał egzamin dojrzałości. Ukończył studia prawnicze uzyskując stopień doktora praw.
Po odzyskaniu przez Polskę niepodległości został przyjęty do Wojska Polskiego. W połowie 1921 w stopniu porucznika był prokuratorem przy trybunale wojskowym Dowództwa Okręgu Generalnego „Lwów”. Został awansowany na stopień majora w korpusie oficerów zawodowych sądowych ze starszeństwem z dniem 1 czerwca 1919. Służył jako sędzia śledczy: w 1923 w Wojskowym Sądzie Okręgowym Nr VI we Lwowie, w Wojskowym Sądzie Okręgowym Nr III w Grodnie. W 1925 adwokat Maurycy Schlaffenberg miał swoją kancelarię we Lwowie pod adresem ulicy Nowy Świat 4. W 1928 był referentem w Departamencie Sprawiedliwości Ministerstwa Spraw Wojskowych oraz prokuratorem przy Wojskowym Sądzie Okręgowym nr VI. W 1934 jako major przeniesiony w stan spoczynku pozostawał wówczas w ewidencji Powiatowej Komendy Uzupełnień Lwów Miasto.
Po wybuchu II wojny światowej i agresji ZSRR na Polskę z 17 września 1939 został aresztowany przez funkcjonariuszy NKWD. W 1940 został zamordowany przez NKWD. Jego nazwisko znalazło się na tzw. Ukraińskiej Liście Katyńskiej opublikowanej w 1994 (został wymieniony na liście wywózkowej 55/2-97 oznaczony numerem 3300, jego tożsamość została podana jako Maurycy Henryk Szlafenberg). Ofiary tej części zbrodni katyńskiej zostały pochowane na otwartym w 2012 Polskim Cmentarzu Wojennym w Kijowie-Bykowni.
Jego żoną była Eugenia, która podczas wojny została deportowana do ZSRR i pod koniec 1941 przebywała w Semipałatyńsku.

## Ordery i odznaczenia
- Złoty Krzyż Zasługi (2 grudnia 1937)[15]